# 무라이 세이타
무라이 세이타(일본어: 村井 清太, 2000년 8월 29일~)는 일본의 축구 선수이다.

## 구단 경력
그는 2019년 일본 풋볼 리그의 FC 이마바리에 입단했다. 2019년 일본 풋볼 리그 3위를 기록하여 J3리그로 승격했다. 2021년 일본 풋볼 리그의 나라 클럽로 임대 이적했다. 2022년 FC 이마바리로 복귀했다. 2022년 4월 일본 지역 리그의 오코시야스 교토 AC로 이적했다.